# Plaster Rock
Plaster Rock ist eine Kleinstadt (Village) im Victoria County in der kanadischen Provinz New Brunswick mit 1023 Einwohnern (Stand: 2016). 2011 waren es 1135 Einwohner, die überwiegend  englisch sprechen.

## Geografie
In Plaster Rock treffen sich die Verbindungsstraßen New Brunswick Route 108, New Brunswick Route 109 und New Brunswick Route 385. Durch den Ort fließt der Tobique River. Grand Falls und Perth-Andover befindet sich in einer Entfernung von jeweils rund 30 Kilometern im Nordwesten bzw. Südwesten.

## Geschichte

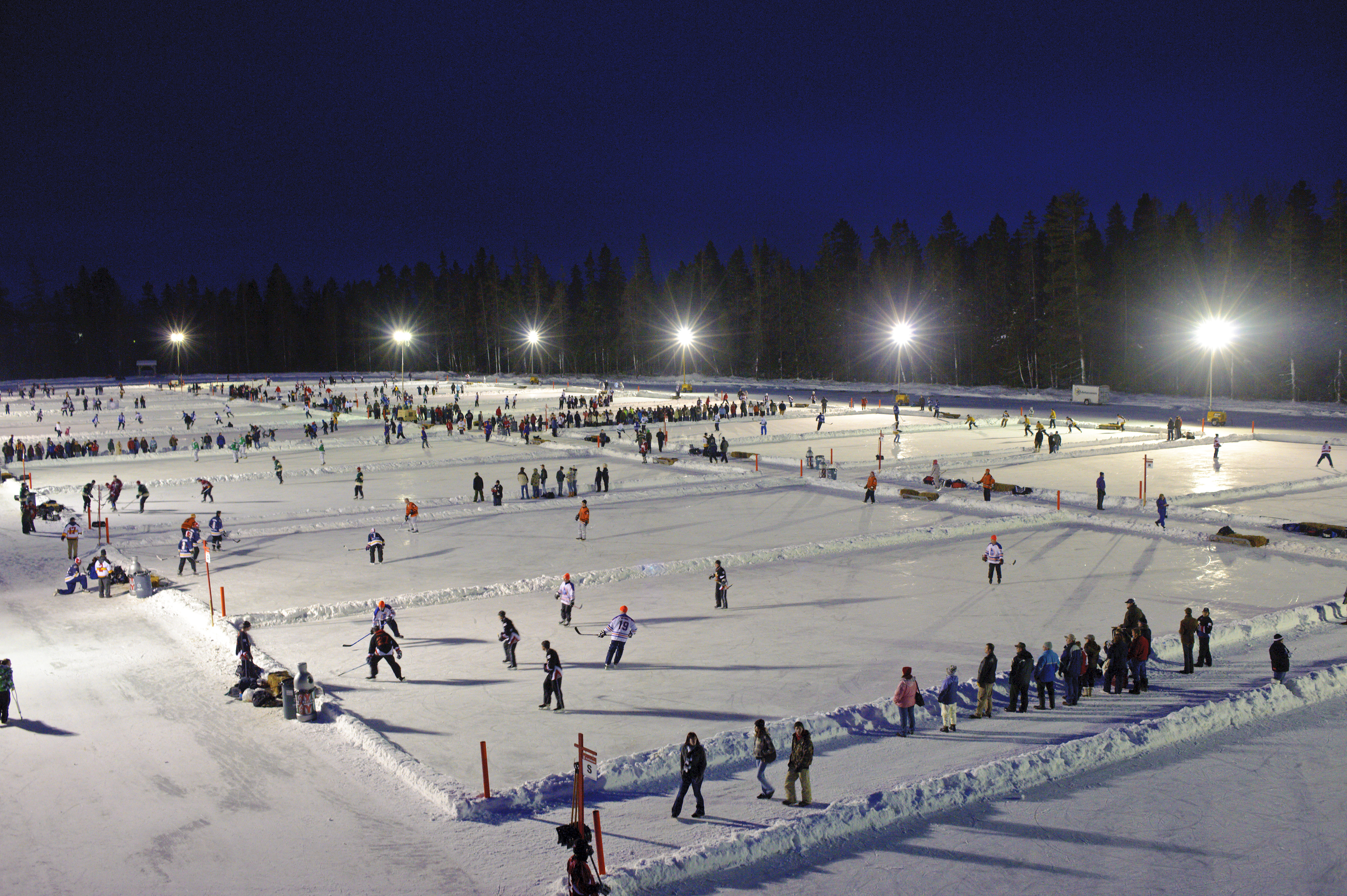
Pond hockey

Der erste Siedler (Hezekiah Day) ließ sich zusammen mit zwei Brüdern im Jahr 1881 in dem Ort nieder. Da ein in der Nähe liegender Berg auch Gips enthielt, der zur Herstellung von Putz (englisch: plaster) verwendet wird, wurde der Ort Plaster Rock genannt. Die Einwohner betrieben zunächst Landwirtschaft zur Eigenversorgung. Später wurden wegen des Waldreichtums der Umgebung auch Sägewerke in Betrieb genommen und Holzwirtschaft betrieben. Die erste Holzbrücke über den Tobique River wurde 1901 errichtet, die nach deren Zerstörung durch ein Hochwasser später durch eine Brücke aus Beton ersetzt wurde.
Seit 2002 wird in jedem Jahr in Plaster Rock die Weltmeisterschaft im pond hockey ausgetragen, einem Eishockeyturnier, das ausschließlich auf  Natureisflächen gespielt wird (World Pond Hockey Championships). Die Sportart basiert auf einfachen Spielregeln und erfreut sich seit der Einführung wachsender Beliebtheit.